# هينريتش فيرنر
هينريتش فيرنر (بالألمانية: Heinrich Werner)‏ هو ملحن ألماني، ولد في 2 أكتوبر 1800 في Kirchohmfeld ‏ في ألمانيا، وتوفي في 3 مايو 1833 في براونشفايغ في ألمانيا بسبب سل.

## وصلات خارجية
- هينريتش فيرنر على موقع ميوزك برينز (الإنجليزية)
- هينريتش فيرنر على موقع ديسكوغز (الإنجليزية)